# Steuerfestsetzung
Die Festsetzung der Steuer ist der erste Schritt zur Verwirklichung des nach § 38 der Abgabenordnung (AO) abstrakt entstandenen Steueranspruchs. Sie ist Voraussetzung für die Fälligkeit des Anspruchs (§ 220 AO), den Beginn der Zahlungsverjährung (§§ 228 AO ff) und die Vollstreckung (§§ 249 AO ff).
Die Steuerfestsetzung erfolgt durch einen besonderen Verwaltungsakt, den Steuerbescheid (§ 155 Abs. 1 AO) oder durch eine vom Steuerpflichtigen abgegebene Steueranmeldung (§ 168 AO).
Von einer Steuerfestsetzung kann gemäß § 156 AO abgesehen werden, wenn der Steuerbetrag unter 10 Euro (aufgrund dessen erlassen: Kleinbetragsverordnung) liegt bzw. wenn die Einziehung keinen Erfolg haben wird, da der Steuerschuldner beispielsweise zwischenzeitlich über kein Vermögen mehr verfügt.
Zur vorläufigen Steuerfestsetzung siehe Vorläufigkeit (Steuerrecht).